# Fédération royale belge de tir à l'arc
La Fédération Royale Belge de Tir à l'Arc (RBA) est chargée d'organiser et de développer la pratique du tir à l'arc en Belgique.
Jusqu'en 1970 il n'existait que la Fédération Royale Belge de Tir à l'Arc, mais en 1971, 2 ligues apparaissent : la Ligue Francophone Belge de Tir à l’Arc (LFBTA) et la Handboogliga (HBL). Les 2 ligues sont gérés par la fédération, biens qu'elles soient autonomes.
La fédération est membre de la World Archery Federation et de la World Archery Europe.

## Organisation

### Présidents
- présent : Patrick Wiggeleer